# Peter Silfverskiöld (1691–1758)
Peter Silfverskiöld, född 1691, död 1758, var hovrättspresident i Åbo hovrätt och justitiekansler (1742–1747). Han var även stamfader för yngre grenen av ätten, den som kom att bli adliga ätten Silfverskiölds yngre gren.
1. 1 2  Gemeinsame Normdatei, Deutsche Nationalbibliotheks katalog-id-nummer: 1427355317749153-1, läst: 7 juni 2025.[källa från Wikidata]